# تسرع القلب الوصلي
تسرع القلب الوصلي (بالإنجليزية: Junctional tachycardia)‏ هي حالة تابعة لتسرع القلب فوق البطيني بمُشاركة عقدة أذينية بطينية. تتمثل بتسرع نبضات القلب مُصاحبة لتوليد دفعات في بؤرة في العقدة الأذينية البطينية وذلك بسبب تفارق أذيني بطيني. بشكل عام، فإن المعدل الوصلي الأذيني البطيني هو 40-60 في الدقيقة، يعني ذلك أن تسرع القلب الوصلي هو أكبر من 60 في الدقيقة.